# Leoš Janáček
Leoš Janáček (pronunciación en checo: /ˈlɛoʃ ˈjanaːtʃɛk/ (escucharⓘ), bautizado como Leo Eugen Janáček; Hukvaldy, 3 de julio de 1854-Ostrava, 12 de agosto de 1928) fue un compositor, teórico musical, estudioso del folclore y profesor checo. Se inspiró en la música tradicional de Moravia y de otras culturas eslavas para crear un estilo musical original y moderno.
Alcanzó la madurez musical a una época tardía, cuando tenía alrededor de 50 años. Hasta principios del siglo XX, su producción musical estuvo influida por compositores nacionalistas checos como Antonín Dvořák. Los estudios que realizó en torno a la fonética de la lengua checa y sus investigaciones sobre la música tradicional le permitieron conseguir un estilo musical propio y original, al margen de las tradiciones centroeuropeas existentes hasta entonces, que se manifestó por primera vez en la ópera Jenůfa, estrenada en Brno en 1904. El éxito de Jenůfa en Praga en 1916 le abrió las puertas de los grandes teatros de ópera europeos, y desembocó en la creación de numerosas obras de gran importancia entre las que se incluyen óperas como Katia Kabanová, La zorrita astuta o El caso Makropulos , la Sinfonietta, la Misa glagolítica, la rapsodia para orquesta Taras Bulba, dos cuartetos de cuerda y otras obras de cámara, entre otras composiciones. Gracias a estas creaciones de madurez, Janáček está considerado como uno de los compositores checos más importantes, junto con Antonín Dvořák y Bedřich Smetana. Su importancia en los últimos años no ha dejado de aumentar, especialmente por la consideración cada vez mayor que sus óperas van adquiriendo dentro del panorama escénico del siglo XX, y también por la entrada en el repertorio de sus composiciones instrumentales y vocales.

## Vida

### Primeros años

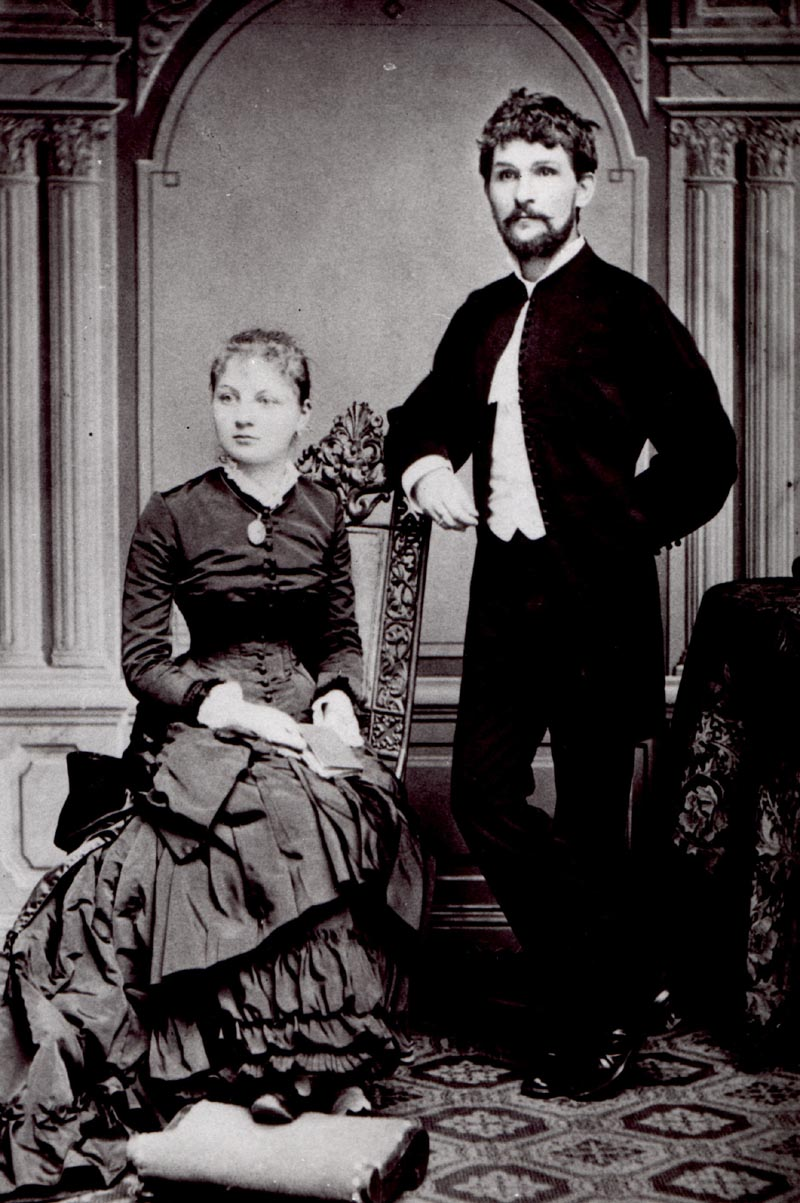
Janáček con su esposa Zdenka en 1881

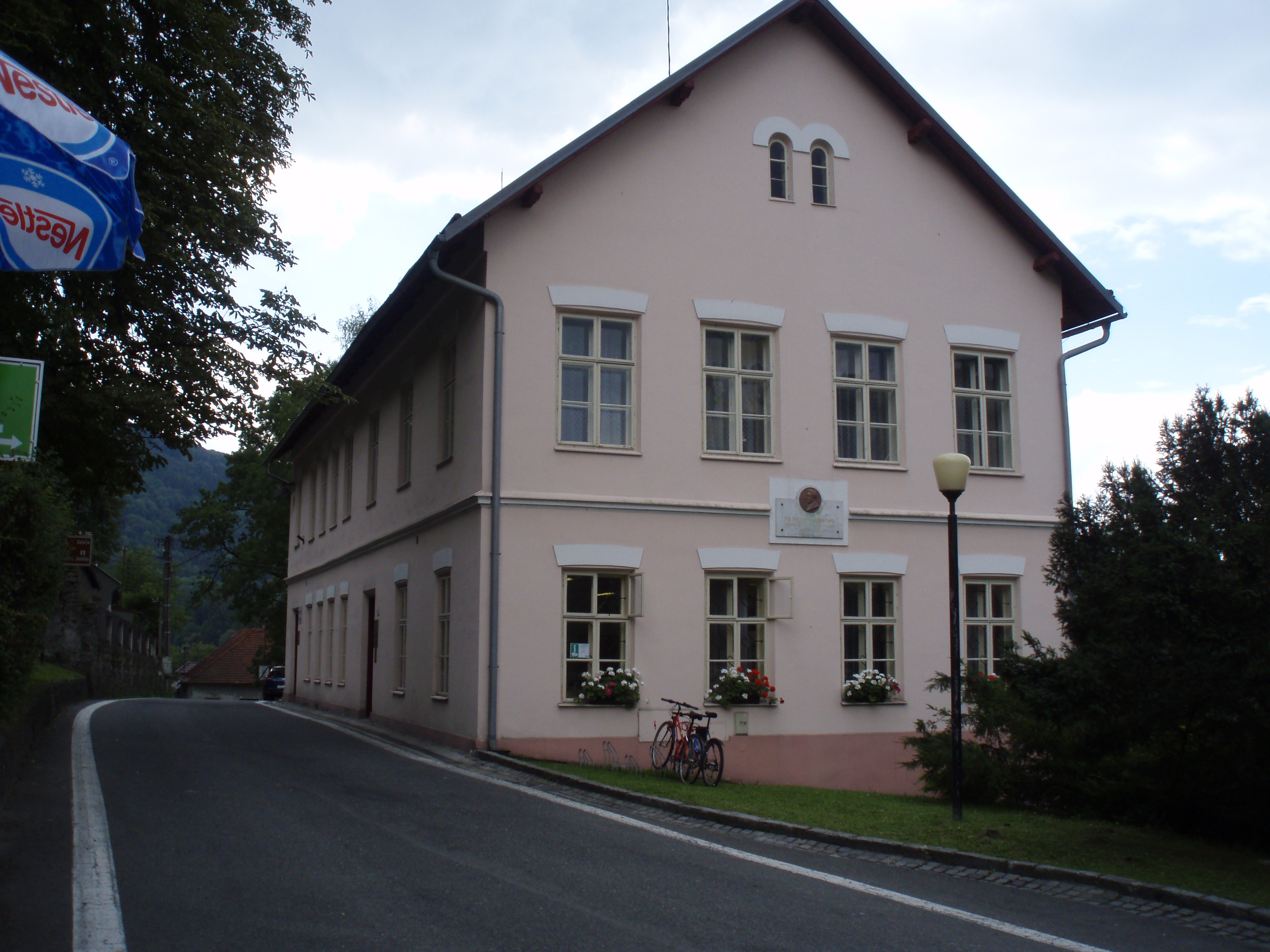
Escuela de Hukvaldy, casa natal de Janacek

Leoš Janáček nació en Hukvaldy, Moravia, entonces perteneciente al Imperio austrohúngaro. Fue hijo del maestro de escuela Jiří Janáček  (1815–1866) y de Amalie Grulichová (1819–1884). Fue un niño superdotado en una familia de escasos medios, y pronto demostró un especial talento musical como cantante de coro. Su padre intentó que siguiera la tradición familiar y se convirtiera en maestro, pero cambió de idea ante las evidentes dotes musicales de Leoš.
En 1865 el joven Janáček ingresó como alumno en la Abadía de Santo Tomás de Brno, donde formó parte del coro bajo la dirección de  Pavel Křížkovský y tuvo ocasión de empezar a tocar el órgano. Su compañero de clase, František Neumann, describió a Janáček como “un excelente pianista que interpretaba a la perfección las sinfonías de Beethoven para piano a cuatro manos junto con otro compañero, bajo la supervisión de Křížkovský”. Por su parte Křížkovský, aunque lo considera un alumno problemático y rebelde, recomienda que continúe estudiando en la Escuela de Órgano de Praga. Janáček más tarde recordará a Křížkovský como un gran profesor y un gran músico.
El joven Janáček parecía destinado a los estudios de órgano y piano, aunque en esta época ya comienza a dedicarse a la composición, y trabaja en sus primeras obras corales durante su etapa como maestro de coro en la Asociación de Artesanos de Svatopluk (1873–76). Más tarde, entra en la Escuela de Órgano de Praga en 1874, donde desarrolla sus estudios con František Skuherský y František Blažek.  
Durante su época de estudiante en Praga, Janáček tuvo que vivir con muy pocos medios: al no poder disponer de un piano en su habitación, tuvo que practicar en un teclado dibujado sobre su mesa. En 1875 escribió un artículo crítico contra una interpretación de una misa gregoriana realizada por su profesor Skuherský, lo que estuvo a punto de provocar su expulsión de la escuela, hecho que finalmente no llegó a producirse, y en julio de ese mismo año Janáček finalizó sus estudios brillantemente, obteniendo los mejores resultados de su clase.
A su regreso a Brno empezó a ganarse la vida como profesor de música, y también como director de varios coros de aficionados. Desde 1876 dio clases en la Escuela de Magisterio de Brno, donde contó entre sus alumnos con la que habría de convertirse en su mujer, Zdenka Schulzová, hija del director de la escuela. Ese mismo año se convirtió en alumno de la pianista Amálie Wickenhauserová-Nerudová, junto con la que también organizó conciertos de cámara y recitales durante los dos años siguientes, y también fue elegido maestro de coro de la Sociedad Filarmónica Beseda brněnská, donde continuó trabajando hasta 1888.
En 1879 marcha a Alemania y desde octubre de ese año hasta febrero de 1880 estudia piano, órgano y composición en el Conservatorio de Leipzig, mientras compone el Tema con variaciones en Si menor para piano, obra también llamada Variaciones Zdenka. Instatisfecho con sus profesores (Oscar Paul y Leo Grill, entre otros), y tras descartar estudiar en París con Camille Saint-Saëns, Janáček entra en el Conservatorio de Viena, donde estudia composición con Franz Krenn. Durante esa etapa, oculta su posición contraria al Postromanticismo de Krenn, pero abandona las clases de piano con el virtuoso Josef Dachs después de que este critique su estilo y su técnica. También se presenta a un concurso en el Conservatorio con una sonata para violín (actualmente desaparecida) que el jurado rechaza por considerarla "demasiado académica". Janacek se sintió decepcionado y dejó el Conservatorio en junio de 1880, a pesar de un informe personal muy elogioso por parte de Krenn, y regresa a Brno donde contrae matrimonio con su joven alumna Zdenka Schuilzová el 13 de julio de 1881.
En 1881 Janáček es nombrado director de la Escuela de Órgano de Praga, cargo que mantiene hasta 1919, momento en que la escuela pasa a formar parte del Conservatorio de Brno. Desde 1885 comienza a componer de forma más regular, con el resultado de obras como los Cuatro coros para voces masculinas, dedicados a Antonín Dvořák, o su primera ópera, Šárka(1887-1888). En 1887 su dura crítica contra la ópera cómica Los novios del compositor Karel Kovařovic le lleva a una enemistad personal con este que le creará dificultades cuando Kovařovic sea nombrado director del Teatro Nacional de Praga e impida el estreno de algunas obras de Janáček .
A lo largo de este periodo empieza a estudiar la música tradicional, que va a ejercer una gran influencia sobre sus creaciones posteriores. Desde 1890 y durante más de 10 años se dedica principalmente a la tarea de folklorista, trabajando sobre la música popular de Moravia y de Silesia, en compañía de su amigo el etnógrafo František Bartoš. El resultado es una serie de colecciones de canciones y bailes populares, en arreglos orquestales y para piano, publicados en su mayoría entre 1899 y 1901, aunque el interés por la música tradicional le ocupará hasta el final de su vida. Sin embargo, sus creaciones de este periodo muestran aún la influencia del estilo dramático de Bedřich Smetana y Antonín Dvořák. En sus críticas en el periódico musical Hudební listy, fundado por él en 1884, expresa opiniones muy negativas contra la música alemana, en especial contra Richard Wagner . En 1890, tras la muerte de su segundo hijo, Vladimir, intenta desarrollar un nuevo proyecto operístico (El comienzo de un romance) y también compone la cantata Amarus.

### Los años de transición
A lo largo de los primeros años del siglo XX, Janáček se dedicó a la composición de música coral religiosa, como Otčenáš (Padre Nuestro, 1901), Constitues (1903) y Ave Maria (1904). En 1902 Janáček viaja a Rusia en dos ocasiones, para visitar a su hija Olga en San Petersburgo, donde estaba estudiando ruso; la segunda vez se encontrará con que Olga se encuentra gravemente enferma, por lo que regresa con ella a Brno, donde su salud continúa empeorando y muere al año siguiente. 
El sufrimiento por la muerte de su hija se ve reflejado en una ópera en la que estaba trabajando desde 1897, Jenůfa, y que más tarde se convertirá en su primer éxito internacional y el primer logro artístico en el que incorpora sus experiencias con la música tradicional y la fonética del habla checa. A la muerte de Olga, Janáček dedicará esta obra a su memoria.
Jenůfa se estrena en Brno en 1904, con buena aceptación, aunque Janáček lo considera un éxito local, pues aspira al reconocimiento de la Ópera de Praga, mucho más influyente. Sin embargo, Jenůfa es rechazada en Praga a causa de la enemistad de Kovařovic, y habrán de pasar doce años antes de su estreno en la capital checa .

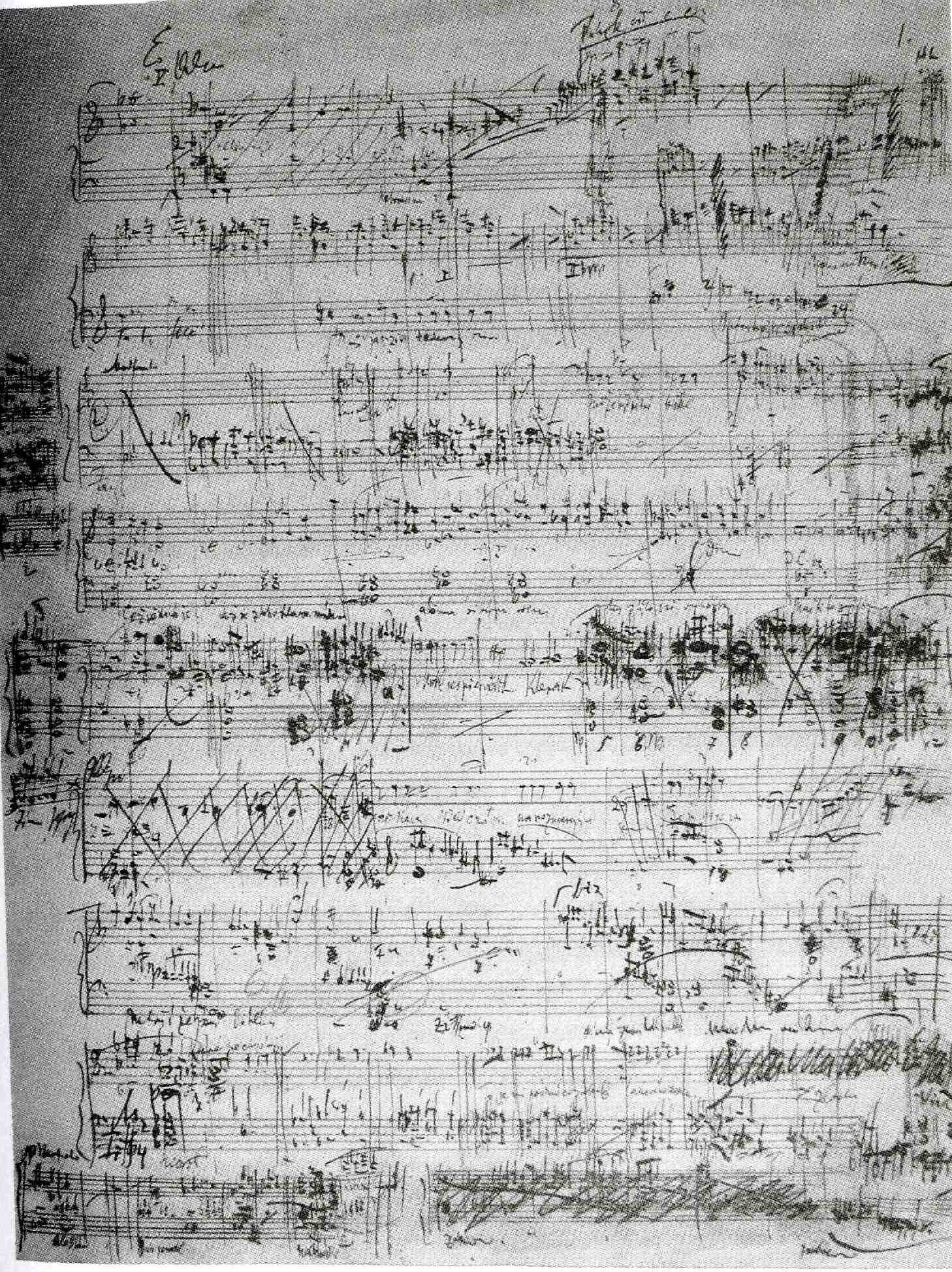
La única página que se conserva del manuscrito de Jenůfa

Abatido y decepcionado, Janáček acude al balneario de Luhačovice para recuperarse. Allí conoce a Kamila Urválková, de la que se enamora y que le proporciona el argumento de su siguiente ópera, Osud (Destino), que no será estrenada en vida del compositor. En paralelo, comienza la composición de algunas obras para piano, en especial la primera parte del ciclo de piezas Po zarostlém chodníčku (Por el sendero cubierto), que se convertirá en una de sus obras más interpretadas .
En 1905 Janáček asiste a una manifestación para exigir una universidad en Brno; en los disturbios, un joven carpintero, František Pavlík, muere a manos de la policía. Este hecho le inspira la sonata para piano titulada 1. X. 1905 , y le lleva a implicarse más aún en sus tendencias nacionalistas checas y anti-austriacas, así como en el paneslavismo del Círculo Ruso, del que había sido cofundador en 1897 y que en 1915 será prohibido por la policía imperial. Hacia 1906 empieza a colaborar con el poeta checo Petr Bezruč en la composición de diversas obras corales de carácter patriótico, como Kantor Halfar (1906), Maryčka Magdónova (1908), y Sedmdesát tisíc (Los Setenta Mil, 1909).
La vida de Janáček en esta época experimenta diversas dificultades personales y profesionales. Su matrimonio, que desde el principio había sido problemático, sufrirá una crisis tras la muerte de sus dos hijos, agravada por las continuas infidelidades de Janáček y su carácter tiránico y ausente con su esposa. Mientras tanto, continúa sin obtener el anhelado reconocimiento en Praga . Durante este periodo destruye algunas de sus obras, mientras que otras quedan inconclusas. Aunque se trata de una época de transición hacia su madurez definitiva, podemos encontrar en ella trabajos importantes como la cantata Věčné evangelium (El Evangelio Eterno, 1914), Pohádka  (Cuento de hadas, 1910) para violonchelo y piano, el ciclo para piano V mlhách («en la niebla»), y su primer poema sinfónico, titulado Šumařovo dítě («el hijo del violinista»), ambos compuestos en 1912.
También trabaja en una nueva ópera, Výlet pana Broučka do měsíce (Las excursiones del señor Brouček), en la que trabaja desde 1908 hasta 1917, que ha sido caracterizada como "la más auténticamente checa en cuanto a su asunto y su tratamiento de todas las óperas de Janáček"..
En 1916, en plena Primera Guerra Mundial, comienza una larga relación personal y profesional con el crítico de teatro, dramaturgo y traductor Max Brod..  En ese mismo año, su ópera Jenůfa será finalmente aceptada por la ópera de Praga, aunque en una versión revisada, y su estreno constituirá un enorme éxito y el primer reconocimiento de la importancia de su música, cuando contaba ya con una edad de 62 años. 

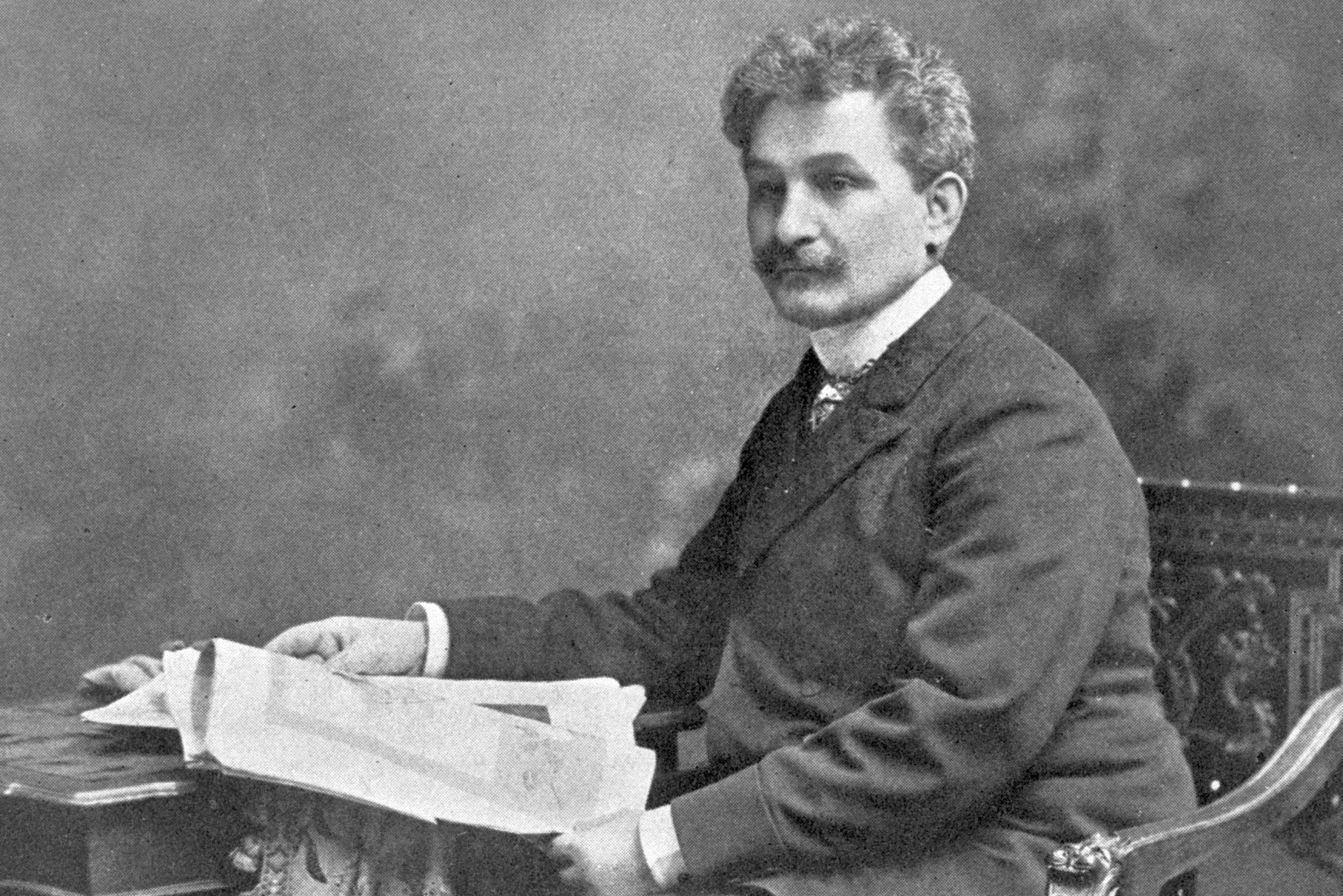
Janáček hacia 1890

Después del estreno comienza una relación con la cantante Gabriela Horváthová, que provocará un intento de suicidio en su mujer, Zdenka, y la consecuencia de que ambos cónyuges vivan en una separación de hecho hasta la muerte de Janáček. Un año más tarde, conoce a Kamila Stösslová, una mujer casada 38 años menor que él; aunque Janáček no fue correspondido en su deseo, Kamila y su familia sí mantuvieron una larga amistad con el compositor, y ella fue un motivo de inspiración para su música durante los años que le quedaban de vida. Janáček mantuvo con ella una apasionada y obsesiva correspondencia durante años, con más de 730 cartas.

### Últimos años y grandes obras maestras
Finalizada la Primera Guerra Mundial, tras la destrucción del Imperio austrohúngaro y la constitución de la República de Checoslovaquia como un estado independiente, tiene lugar el periodo de gran plenitud artística de Janáček, que durará unos 10 años y que abarcará desde sus 64 años de edad hasta su muerte, en el que crea sus obras más importantes y en el que su música comienza a disfrutar de relevancia internacional. 

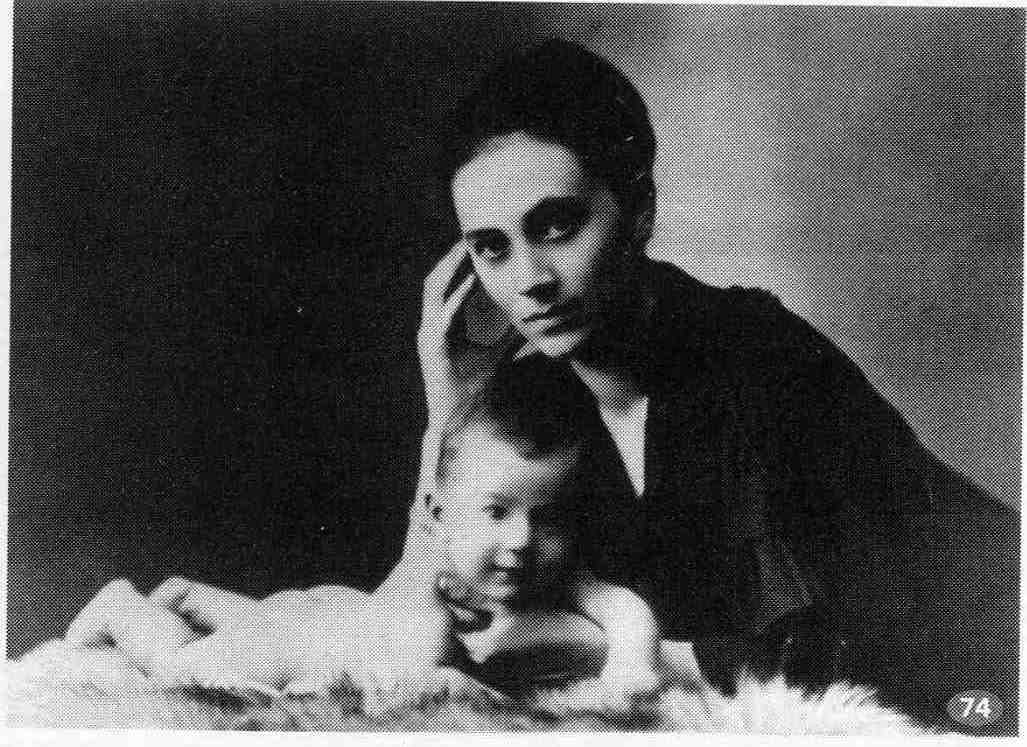
Kamila Stösslová con su hijo Otto en 1917

Durante este periodo verán la luz las cuatro grandes óperas que le consagrarán como uno de los más importantes músicos de la escena del siglo XX. Además, obtendrá también importantes logros en el campo de la música de cámara, la música sinfónica y otros géneros. Mientras tanto, sus obras comienzan a estrenarse con éxito en Viena, Berlín y Londres, y a aparecer en los festivales de la Sociedad Internacional para la Música Contemporánea. 
En 1918 termina una de sus obras sinfónicas más conocidas, la rapsodia Taras Bulba, sobre la novela de Nikolái Gógol. En 1919 termina el ciclo de canciones Zápisník zmizelého (Diario de un desaparecido), inspirado por su relación con Kamila Stösslová, al igual que su siguiente gran ópera, la tragedia Katia Kabanová (1921), sobre un drama del escritor ruso Aleksandr Ostrovski.  En 1920 Janáček abandona su puesto como director del Conservatorio de Brno y, aunque continuará dando clases, durante estos últimos años se dedicará a sobre todo a la composición. 
Tras asistir en 1921 a una lectura del poeta y filósofo indio Rabindranath Tagore, usará un texto suyo para su obra coral Potulný šílenec (El loco vagabundo, 1922). Al año siguiente terminará una nueva ópera, la fábula de animales Příhody lišky Bystroušky (La zorrita astuta,1923), inspirada en unas viñetas de cómic aparecidas en el periódico Lidové Noviny.
En 1924, en su 70 cumpleaños, se publica su biografía escrita por su amigo Max Brod, y el propio compositor es entrevistado para el diario The New York Times. A partir de 1926 abandona definitivamente la enseñanza y se centra en la composición. Ese mismo año recibe el primer  doctorado honoris causa otorgado por la Universidad Masaryk de Brno. En 1925 finaliza una nueva ópera, Věc Makropulos (El caso Makropulos), con un argumento fantástico basado en una obra del dramaturgo Karel Čapek.
En 1926 termina la Sinfonietta dedicada a la organización patriótica Sokol, una monumental obra orquestal que rápidamente consigue un gran éxito. En el mismo año viaja a Inglaterra invitado por la escritora y crítica  Rosa Newmarch. Algunas de sus composiciones de esta época son estrenadas en Londres, como su Cuarteto de cuerda número 1 (1923), el sexteto de viento titulado Mladi (Juventud, 1924), o la Sonata para violín y piano, una obra de 1914 que fue revisada en 1921.
Poco después comienza una composición basada en un texto en Antiguo eslavo eclesiástico. El resultado es una obra sinfónico-coral a gran escala, la Misa Glagolítica (1927). A pesar de que Janáček no era religioso, y sí muy crítico con la organización eclesiástica, los temas religiosos aparecen con frecuencia en su obra. Además, esta Misa fue sugerida en parte por su amistad con un clérigo, y también por el deseo de celebrar el aniversario de la declaración de independencia de la República Checa.

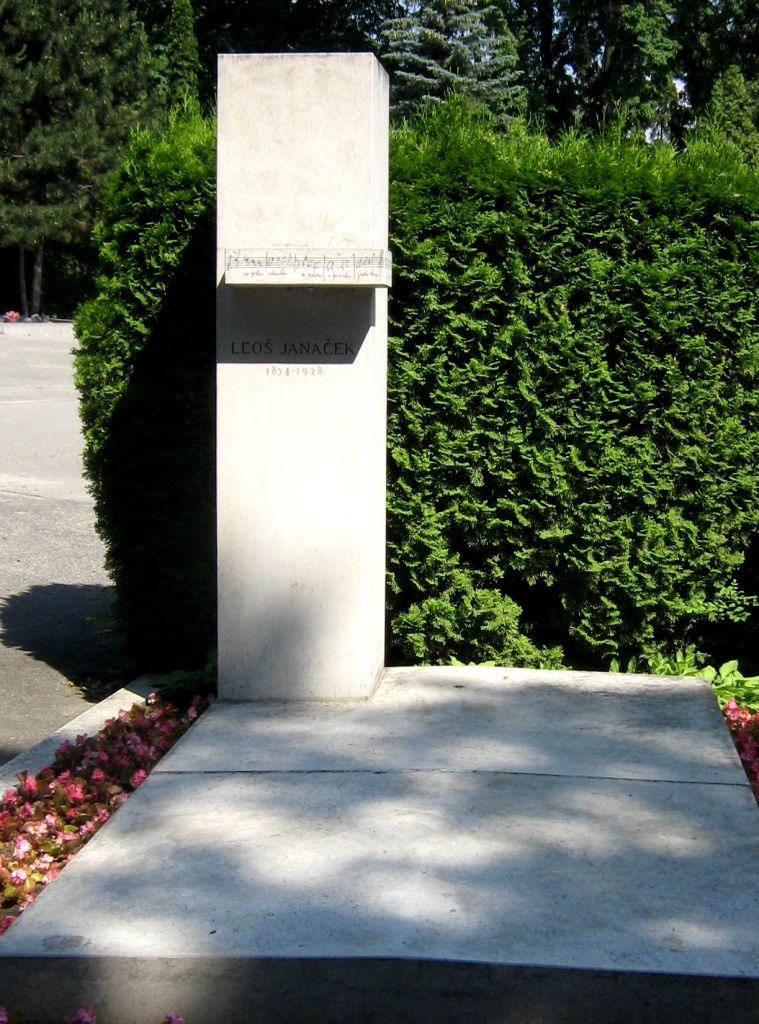
Tumba de Janáček, en el Cementerio de Brno.

En 1927 se interpreta la Sinfonietta en Viena, Berlín, Dresde y New York, y comienza a componer su última ópera Z mrtvého domu (De la casa de los muertos, 1928), sobre un libreto del compositor basado en una obra del novelista ruso Fiódor Dostoyevski, así como su Cuarteto de cuerda número 2 (1928). En plena celebridad internacional, es nombrado miembro de la Academia de las Artes de Prusia, junto con Arnold Schönberg y Paul Hindemith. 
En agosto de 1928, durante una excursión campestre con Kamila y su hijo Otto, cogió un resfriado que degeneró en una neumonía, y falleció el día 12 de agosto de 1928 en  el hospital de Ostrava. En su funeral, recibió un gran homenaje público que incluyó música de la escena final de su ópera La zorrita astuta, según sus deseos. Fue enterrado en el Campo del Honor del Cementerio de Brno. .

## Obras

### Música de cámara
- Pohadka (Cuento de hadas) (1909), para violonchelo y piano.
- Sonata para violín y piano (1914, revisada en 1921)
- Cuarteto número 1 (1923), subtitulado Sonata a Kreutzer, inspirado en la obra de León Tolstoi.
- Mládí (Juventud) (1924), para sexteto de viento (flauta, oboe, clarinete, clarinete bajo, fagot y trompa)
- Concertino (1925), para piano y tres violines, clarinete, fagot y trompa.
- Capriccio (1926), para piano y grupo de cámara.
- Cuarteto número 2, Cartas íntimas (1928)

### Música orquestal
- Taras Bulba (1918)
- La balada de Blanik (1920)
- Sinfonietta (1926)

### Música para piano
- Sonata para piano 1.X.1905 (1906)
- En el sendero cubierto. Primer cuaderno (1908)
- En el sendero cubierto. Segundo cuaderno (1911)
- En la niebla (1916)

### Óperas
- Šárka (1887), con libreto de Julius Zeyer.
- El comienzo de un romance (1894), con libreto de Jaroslav Tichý, basado en Gabriela Preissová.
- Jenůfa (1904), un drama acerca de la vida rural en Moravia, con libreto del compositor.
- Osud (Destino) (1904), con libreto de Fedora Bartošová.
- Las excursiones del señor Broucek (1920), con libreto de  Viktor Dyk y František Sarafínský Procházka  .
- Katia Kabanová (1921), libreto de Vincenc Cervinka, basado en el drama "La Tempestad" de Aleksandr Ostrovski.
- La zorrita astuta (1924). Fábula sobre animales en el bosque, con libreto del compositor.
- El caso Makropulos (1926), con libreto del compositor, basado en Karel Čapek.
- De la casa de los muertos (1930), libreto del compositor, basado en la obra de Dostoyevski.

### Música vocal y coral
Las obras corales de Janáček, conocidas particularmente en Chequia, están consideradas muy exigentes. Escribió varios coros con las palabras del poeta checo Petr Bezruč.
- Señor, ten piedad (1896)
- Amarus (1897)
- Otče náš (La oración del Señor. 1901. Obra en cinco movimientos para tenor solista, coro, arpa y órgano.)
- Elegía a la muerte de su hija Olga (1903)
- Kantor Halfar (Maestro Halfar) (1906)
- Maryčka Magdónova (1908)
- Sedmdesát tisíc (Los Setenta Mil) (1909)
- El evangelio eterno (1914)
- Diario de un desaparecido (1919)
- El loco vagabundo (1922)
- Říkadla (Rimas para niños) (1924). Para coro de cámara y 10 instrumentos.
- Misa Glagolítica (1926)

## Estilo
No es fácil clasificar las obras de Janáček en un estilo concreto, pues su música es muy personal. En sus primeras obras se advierten influencias de la música alemana, pero pronto incorpora a su música el conocimiento que tenía de la música popular checa y eslava en general. Sus obras maduras muestran una construcción a base de breves motivos formados por pocas notas, que se repiten constantemente, apoyados en un uso sorprendente de la armonía más tradicional y con ritmos casi siempre irregulares y asimétricos. Las formas en Janáček tienden a la libertad de la rapsodia, sin utilizar nunca formas clásicas como las derivadas de la sonata o el rondó, pero no obstante a menudo consigue una gran unidad y coherencia dentro de cada obra.
En sus óperas incorpora los recursos fonéticos de la lengua checa de forma muy sugestiva, y el uso que hace de la instrumentación orquestal es de gran originalidad, consiguiendo a veces impresionantes escenas de una enorme expresividad.
También en otros géneros consigue crear obras sorprendentes, como es el caso del Cuarteto de cuerda número 2, subtitulado "Cartas íntimas", y en el que se consigue una gran expresión lírica en un lenguaje que se aparta tanto de la tradición clásico-romántica como de la vanguardia musical de su época. No obstante, y a pesar de su independencia estilística, la versatilidad del lenguaje inconfundible de Janáček le permite asimilar influencias tanto de la música francesa (Debussy) como de la vanguardia vienesa (Alban Berg), sin perder su originalidad.
Al igual que sucede con Béla Bartók o Zoltán Kodály, músicos a los que se parece en algunas ocasiones, Janáček fue un gran estudioso de la música popular eslava. Sus estudios aparecen reflejados en la edición de numerosas canciones folclóricas, como es el caso de su recopilación de canciones populares moravas.